# Abram Khassine
Abram Iossifovitch Khassine (en russe : Абрам Иосифович Хасин) est un joueur d'échecs soviétique puis russe né le 15 février 1923 à Zaporijia et mort le 6 février 2022 à Essen. Il a le titre de maître international depuis 1964 et le titre de grand maître international du jeu d'échecs par correspondance depuis 1972.

## Biographie et carrière
Khassine grandit en Ukraine pendant les années 1930. Pendant la Seconde Guerre mondiale, il fut amputé des deux jambes en 1942 lors de la bataille de Stalingrad.
Après la Seconde Guerre mondiale, il travailla comme professeur d'anglais et comme entraîneur de joueurs d'échecs.
Il fut :
- vainqueur de la demi-finale du championnat d'URSS 1956 à Moscou en 1955, devant Averbakh, Simaguine, Polougaïevski et Ragozine[5], il finit avant-dernier de la finale du championnat d'URSS disputée en 1956 à Léningrad ;
- 1er-5e de la demi-finale du championnat d'URSS 1957 à Leningrad en 1956, ex æquo avec Aronine, Kleiman, Spassky et Tolouch, devant Mikenas (il marqua 8,5 points sur 21 lors de la finale à Moscou)[6] ;

Il se qualifia également pour la finale du championnat d'URSS en février 1961, décembre 1961 (treizième, 8/17) et 1965 (treizième, 8,5/17).
Dans le championnat de Moscou, il finit :
- deuxième en 1963 ;
- troisième ex æquo en 1955 (victoire de Vassioukov), 1957, 1958 et 1961.

Ses autres résultats furent :
- troisième ex æquo du tournoi de Hastings 1963-1964 remporté par Mikhaïl Tal devant Gligoric ;
- quatrième ex æquo du tournoi de Kislovodsk en 1964 (victoire de Tal devant Stein et Averbakh)[7] ;
- 1er-4e du tournoi international de Moscou en 1968[8] ;
- troisième ex æquo du tournoi de Belgrade en 1968 ;
- cinquième ex æquo du tournoi de Kislovodsk en 1968 remporté par Geller[9] ;
- quatrième du championnat de la RSFSR (Russie) en 1987 ;
- sixième du championnat du monde senior de 1993 ;
- quatrième du championnat du monde senior de 1995.

Khassine représenta l'URSS lors des olympiades internationales d'échecs par correspondance de 1968 à 1987. L'URSS remporta la compétition lors des 6e, 7e et 8e olympiades par correspondance  (1968-1972, 1972-1976 et 1976-1982). Khassine finit quatrième du championnat du monde par correspondance 1975-1980 et sixième du championnat du monde 1983-1989.

## Théorie des ouvertures
Une variante de la défense nimzo-indienne, variante Rubinstein, porte le nom de variante Khassine :
- 1. d4 Cf6 2. c4 e6 3. Cc3 Fb4 4.e3 0-0 5.Cf3 d5 6.Fd3 c5 7.0-0 Cc6 8.a3 Fxc3 9.bxc3 Dc7 (code ECO E58).